# Cho Kuk

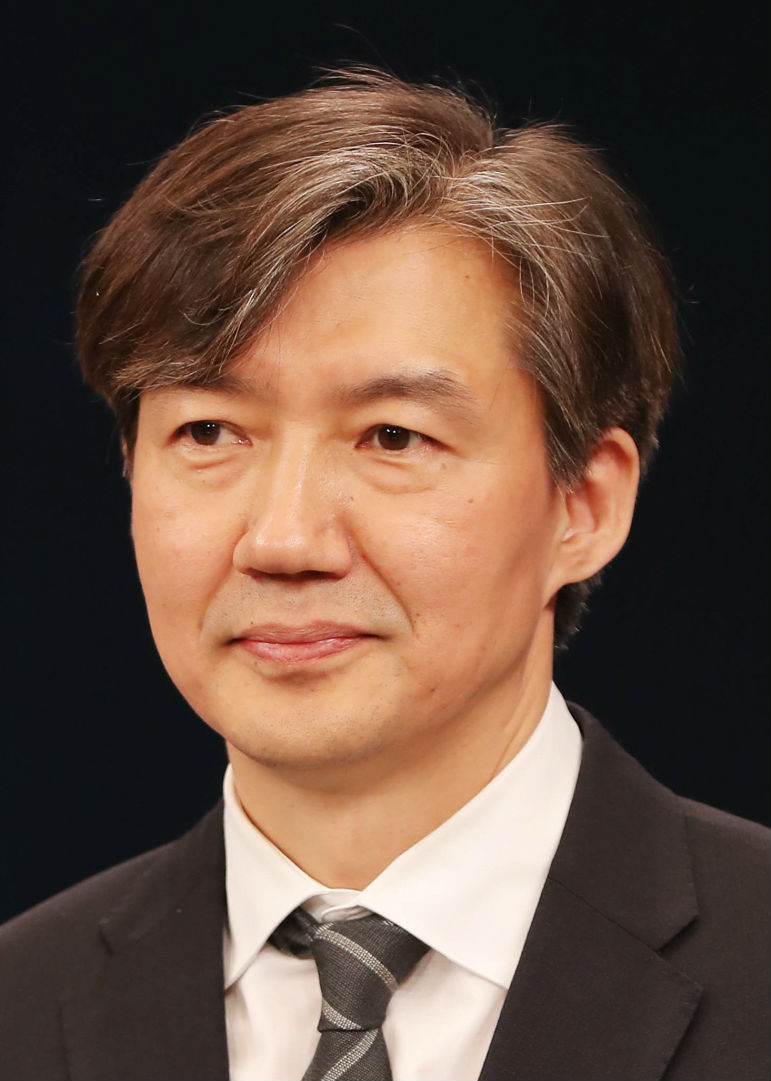
Cho Kuk, 2018

Cho Kuk (* 6. April 1965 in Busan) ist ein südkoreanischer Politiker. Er amtierte von September bis Oktober 2019 als Justizminister in der Regierung von Moon Jae-in.
Vor seinem Gang in die Politik arbeitete Cho als Professor für Rechtswissenschaft an der Seoul National University.
Ende 2019 war Cho in eine Reihe von monatelangen Kontroversen verwickelt, darunter Vorwürfe illegaler Geschäftstätigkeiten und Fälschung der akademischen Leistungen seiner Tochter. Cho selbst trat zuvor als Gegner für Privilegien der Oberschicht auf. Am 14. Oktober gab Cho Kuk seinen Rücktritt des Justizministers wegen Korruptionsvorwürfen bekannt. Auch seine Frau Chung Kyung-shim ist in die Vorwürfe verstrickt und wurde in diesem Zusammenhang verhaftet.
Am 31. Dezember 2019 wurden von südkoreanischen Staatsanwälten Anklagen gegen ihn aufgenommen.